# Altsyrische NT-Übersetzungen

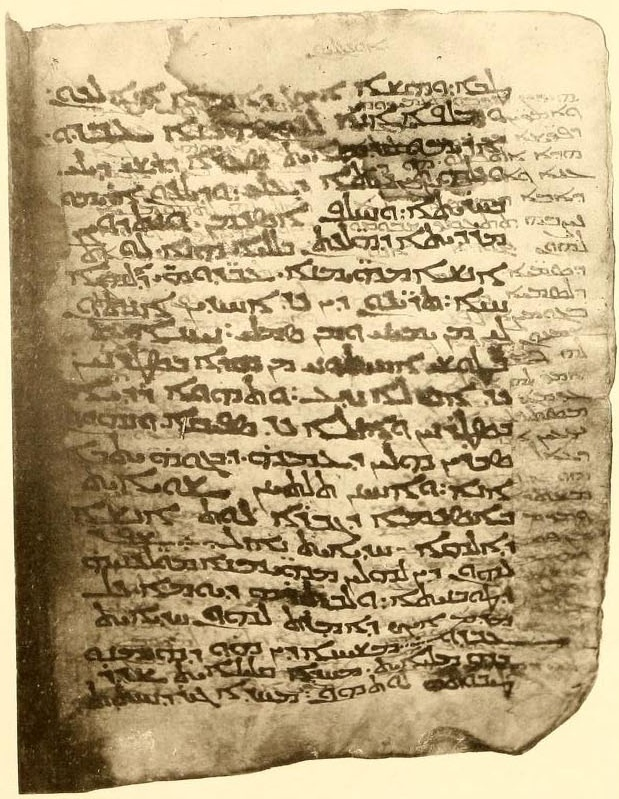
Seite des Syrus Sinaiticus

Altsyrische NT-Übersetzungen (Vetus Syra) sind die Übersetzungen der Evangelien in die syrische Sprache. Der Begriff Getrennt (= da-Mepharreshe) betont, dass es sich nicht um die Evangelienharmonie Diatessaron handelt. Sie werden zeitlich vor der Peschitta eingeordnet. Die Vetus Syra ist in zwei Handschriften und zwei Fragmenten erhalten.

## Handschriften
In der zweiten Hälfte des 19. Jahrhunderts wurden zwei Handschriften mit einer altsyrischen NT-Übersetzung entdeckt:
- Der Syrus Sinaiticus (sys), auch „Sinai-Syrer“ genannt, ist ein Palimpsest des 4./5. Jahrhunderts. Das Manuskript befindet sich in der Bibliothek des Katharinenklosters auf dem Sinai (Sinai Syriac ms. 30).[1]
- Der Syrus Curetonianus (syc), auch „Cureton-Syrer“ genannt, eine Pergamenthandschrift des 5. Jahrhunderts, ist eine revidierte Fassung des Syrus Sinaiticus.[2] Das Manuskript wurde im 19. Jahrhundert im Syrer-Kloster (Deir el-Surian) im Wadi Natrun angekauft. Heute befindet es sich in der British Library (Mus. Brit. Add. 14451).

Bei erheblichen Textdifferenzen zeigen beide den gleichen Übersetzungsstil. Sie enthalten mit einigen Lücken den Text der vier Evangelien. Es sind keine Vetus-Syra-Handschriften mit Texten der Apostelgeschichte oder der Briefe erhalten; Zitate in den Schriften von Aphrahat und Ephräm dem Syrer belegen aber, dass es eine Übersetzung auch dieser Texte gab. Man geht davon aus, dass sie unter Einfluss des Diatessarons entstanden sind und eine „wissenschaftliche“ Übersetzung darstellten.
Im 21. Jahrhundert wurden zwei weitere Fragmente gefunden:
- im Jahr 2016 zwei Palimpseste mit insgesamt 23½ Folia (Blättern),[3][4]
- im Jahr 2023 zwei Folia mit Mt 11,30–12,26.[4]

Wie spätere syrische Evangelienhandschriften (z. B. das Wolfenbüttler Tetrevangelium Syriacum) belegen, hat sich aus ihnen fließend der Evangelientext der Peschitta entwickelt.

## Textausgaben
- Agnes Smith Lewis (Hrsg.): The Old Syriac Gospels or Evangelion Da-Mepharreshê: being the text of the Sinai or Syro-Antiochene Palimpsest, including the latest additions and emendations, with the variants of the Curetonian text, Corroborations from many other MSS and a List of Quotations from ancient authors. Williams and Norgate, London 1910. (Digitalisat)
- Francis Crawford Burkitt (Hrsg.): Evangelion da-Mepharreshe: the Curetonian Version of the four gospels, with the readings of the Sinai palimpsest and the early Syriac patristic evidence. Cambridge University Press, 1904. (Digitalisat)
- Francis Crawford Burkitt (Hrsg.): Evangelion Da-Mepharreshe: The Curetonian Version of the Four Gospels, with the readings of the Sinai Palimpsest and the early Syriac Patristic evidence. Gorgias Press, 2003. ISBN 978-1-59333-061-3.
- Daniel L. McConaughy: A Recently Discovered Folio of the Old Syriac (Syc) Text of Luke 16,13-17,1. In: Biblica 68, Nr. 1 (1987), S. 85–88.